# André M. Levesque
André M. Levesque (né en 1959 à Ottawa, Ontario) est un historien, géographe, ancien fonctionnaire et officier militaire canadien retraité.  Il est actuellement délégué général du le Souvenir français au Canada. Il a été chancelier du prieuré du Canada de le très vénérable ordre de Saint-Jean, et il a également assumé des fonctions de dirigeant bénévole pour un certain nombre d’autres organisations, dont Amicitia France-Canada et la Société nationale d’entraide de la médaille militaire.
Levesque est connu pour avoir été un pionnier dans le domaine de la mémoroallogie, l’étude des monuments et des pratiques commémoratives. Il a été responsable du rapatriement le Tombe du Soldat inconnu de Vimy to Ottawa, ainsi que d’autres projets commémoratifs comme la création du le cimetière national du Canada à Ottawa.

## Biographie

### Enfance et l’éducation
Levesque est né et a grandi à Ottawa, en Ontario.  Ses premiers études étaient en géographie urbaine et économique, et il a obtenu une licence et une maîtrise à l’Université Carleton d’Ottawa,. Il a ensuite obtenu un doctorat en histoire à l’University College Cork, National University of Ireland en 2013. Sa thèse de doctorat, intitulée «Redefining military memorials and commemoration and how they have changed since the 19th century with a focus on Anglo-American practice», a été téléchargée plus de 44 500 fois en janvier 2025.
Levesque était chercheur à l’Institut de la Conférence des associations de défense.
Carrière militaire
Levesque a été membre des Forces armées canadiennes pendant 35 ans, de 1974 à 2008.  Il a d’abord servi dans les Governor General's Foot Guards, avant de passer aux The Cameron Highlanders of Ottawa (Duke of Edinburgh's Own). Branchin en 2008 au grade de lieutenant-colonel. Au cours de son service, Levesque a rencontré des vétérans de conflits comme Seconde Guerre mondiale et la guerre de Corée, ce qui l’a incité à s’impliquer dans la préservation de l’histoire des anciens combattants.
En travaillant à la Direction de l’histoire et du patrimoine du ministère de la Défense nationale, il a été gestionnaire de projet responsable de la planification et de la mise en œuvre de l’opération Memoria. L’opération a consisté à rapatrier le Tombe du Soldat inconnu du Canada de Vimy, en France, à Ottawa, en Ontario, en mai 2000, et à organiser des cérémonies commémoratives nationales dans les deux villes.
Il a été le gestionnaire de projet responsable de la création du cimetière militaire national du Canada, situé au Cimetière Beechwood à Ottawa, qui a été inauguré le 28 juin 2001 par la gouverneure générale Adrienne Clarkson. Il est l’historien en chef du cimetière depuis décembre 2016,.
Levesque a dirigé un partenariat entre l’ Organisation des musées militaires du Canada (OMMC), le ministère de la Défense nationale, Anciens Combattants Canada et les écoles, les jeunes et les organisations d’anciens combattants pour dresser une liste détaillée des monuments et plaques militaires à travers le Canada. Après trois ans de recherche, ce groupe de bénévoles a créé un site Web sur l’inventaire national des monuments militaires canadiens qui a été lancé le 2 avril 2001.  Le site Web, qui était à l’origine situé au CGMO, a été transféré plus tard au ministère des Anciens Combattants. Rebaptisée la base de données sur les monuments militaires canadiens, elle compte plus de 8 200 monuments commémoratifs répertoriés.
En 2001, à la demande du Chef d'État-Major de la Défense, le général Maurice Baril, Levesque a rétabli le Programme des artistes des Forces canadiennes et a été gestionnaire de projet. Le programme rétabli comprenait un comité consultatif qui comprenait des représentants de divers organismes, comme le Conseil des arts du Canada, le Musée des beaux-arts du Canada, Bibliothèque et Archives Canada et le Musée canadien de la guerre. Levesque a créé un projet pilote qui a permis d’envoyer des artistes dans des installations militaires et des zones de formation partout au Canada et à l’étranger, notamment en Afghanistan. Le projet a été dévoilé le 6 juin 2001. En 2020, huit groupes d’artistes ont présenté une exposition au Musée canadien de la guerre, et certaines des meilleures œuvres ont été sélectionnées pour faire partie de la collection permanente du musée.
Carrière civile
Dans sa carrière civile, il a travaillé à la planification urbaine et au développement économique de la ville d’Ottawa de 1986 à 1998. En 2001, il s’est joint à la fonction publique du Canada et est devenu conseiller principal en communications pour la gestion du programme parlementaire des Forces canadiennes au ministère de la Défense nationale. En 2002, il est devenu chef des Distinctions honorifiques et des Prix des Forces canadiennes. Quatre ans plus tard, il a été nommé premier directeur des Distinctions honorifiques et de la reconnaissance des Forces armées canadiennes.  Pendant son mandat, il a contribué à l’élaboration de politiques qui ont changé la façon dont les membres des forces de défense étaient reconnus lorsqu’ils servaient dans des opérations outre-mer.
Levesque a siégé à de nombreux comités consultatifs et de politique, comme le sous-comité des politiques gouvernementales sur les distinctions honorifiques,, le comité consultatif sur les décorations canadiennes (Bravoure), le comité consultatif national du jubilé du diamant, et Secrétaire du Comité consultatif et du Conseil consultatif de l’Ordre du mérite militaire de 2002 à 2013. Il a également présidé le groupe de planification de la production du Croix de Victoria Production, qui était responsable de la fabrication de la plus haute décoration canadienne pour les décorations militaires dans le système canadien des distinctions honorifiques,. En onze ans, il a supervisé l’attribution de plus de 200 000 prix à des Canadiens.
Levesque a également modernisé le règlement de la Croix commémorative, communément appelée « Croix d’argent », qui était demeurée inchangée depuis sa création en 1919. Avec le début de la guerre d'Afghanistan et la mort du capitaine Nichola Goddard en 2006, les règlements ont dû être modifiés pour refléter le tissu des familles modernes. Levesque a proposé et reçu l’approbation du gouvernement pour augmenter le nombre de croisements de deux à trois et permettre aux membres de désigner des bénéficiaires, au lieu de déterminer les bénéficiaires en fonction de la consanguinité.
2013-présent
De 2013 à 2016, Levesque a été directeur général de la commémoration au ministère des Anciens Combattants à Charlottetown, à l’Île-du-Prince-Édouard. À titre de directeur général, il a organisé des programmes et des événements nationaux et internationaux pour souligner le 100e anniversaire de la Première Guerre mondiale et le 75e anniversaire de la Seconde Guerre mondiale. En collaboration avec le gouvernement français, il a mené à bien un effort conjoint pour décerner et présenter à la Ordre national de la Légion d'honneur plus de 1 400 anciens combattants canadiens qui ont libéré la France pendant la Seconde Guerre mondiale,.En 2016, il est retourné à Ottawa pour travailler comme chercheur invité au Collège militaire royal du Canada et a pris sa retraite de la fonction publique en 2019. Le 21 mai 2020, Levesque a été nommé membre et désigné président du Conseil consultatif des distinctions honorifiques de l’Ontario par le gouvernement de l’Ontario.
En août 2014, il a fondé la Société internationale pour la commémoration, les mémoriaux et autres monuments, un organisme d’apprentissage sans but lucratif composé d’universitaires, de professionnels, d’étudiants et d’autres. Dans sa thèse de doctorat, Levesque a établi la « mémorographie » comme un nouveau domaine d’étude interdisciplinaire qui combine l’étude des monuments commémoratifs et les pratiques commémoratives associées. Il a écrit sur l’histoire des monuments commémoratifs de guerre au Canada pour des publications comme le magazine de la National Wall of Remembrance Association. Il a été intronisé dans l’Ordre de l’Ontario en 2020 pour son travail comme « pionnier de la commémoration ». En avril 2024, le premier ministre français Gabriel Attal a reconnu la contribution de Levesque dans ce domaine lors d’une cérémonie en l’honneur des vétérans du Canada et de la France, à laquelle ont assisté le premier ministre Justin Trudeau et lui-même.
En juin 2020, Levesque a été élu sous-chancelier de l’Ambulance Saint-Jean au Canada et du prieuré du Canada de le très vénérable ordre de Saint-Jean.  Il a été nommé chancelier de l’Ordre pour le prieuré du Canada par son grand prieur, le prince Richard de Gloucester et investi par son prieur, la gouverneure générale Mary Simon le 24 juin 2022 à la Chambre du Sénat du Canada.  Pendant son service militaire, Levesque avait été instructeur dans les programmes de formation de l’organisation.
En 2024, Levesque a obtenu la Liberté de la cité de Londres. Il a reçu un Diplôme honorifique de docteur en droit (LLD) du Collège militaire royal du Canada en 2024.
Travail de bénévolat
Levesque a fait du bénévolat auprès de plusieurs organismes et initiatives communautaires, d’anciens combattants, historiques et caritatifs aux niveaux local, national et international.
Levesque est président d’Amicitia France-Canada, un organisme qui commémore l’amitié historique entre la France et le Canada,. Il est délégué général du Souvenir français au Canada, et président de la délégation des médailles militaires canadiennes à la Société Nationale d'Entraide de la Médaille Militaire. Il est membre du Comité d'experts sur les commémorations de la capitale du Canada auprès de la Commission de la capitale nationale.
Il est historien bénévole auprès des Gris et Bleus de Montréal, et aussi bénévole auprès de la Société royale héraldique du Canada, l'Ordre militaire et hospitalier de Saint-Lazare, Grand Prieuré au Canada, Friends of the Canadian War Museum, Association des anciens combattants français résident en Ontario et au Manitoba, Association des décorés de la Légion d'honneur (Région de la capitale du Canada), Cimetière national de Floride, RED (Remember Everyone Deployed) Brigade Volunteer Corps, Royal Canadian Air Force Association, le Centre de santé des vétérans de Perley et de Rideau, la Légion royale canadienne, Scouts Canada, le Veterans Initiatives Network of Prince Edward Island et les Veterans Voices of Canada, Flags of Remembrance.